# 寺島川

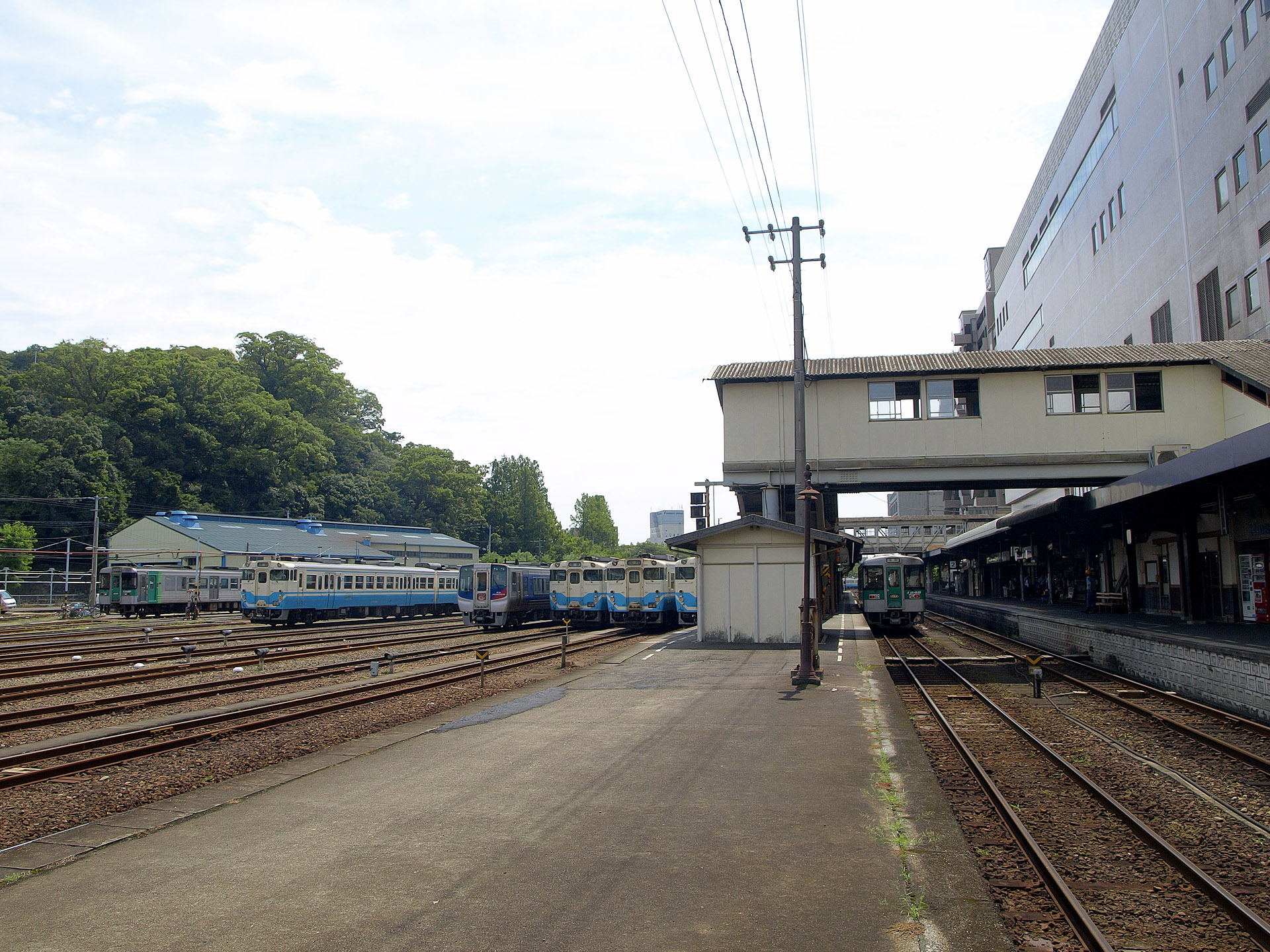
徳島駅の乗り場・操車場。この一帯も寺島川だった。左の建物とその奥の緑地（城山）との間に現在の寺島川が流れている。

寺島川（てらしまがわ）は、徳島県徳島市を流れていた吉野川水系の河川（廃河川）。ひょうたん島内を流れていた。
現在は大半が埋め立てられて、水系から孤立した水路になっている。埋立地には四国旅客鉄道（JR四国）の徳島駅と牟岐線などがある。

## 流路
現在のひょうたん島（内町地区）はかつては徳島（徳島町他）・寺島（寺島本町他）・出来島の3つの中洲に分かれており、寺島川は寺島と他の2島の間を流れていた。
徳島城の西方、現在の郷土文化会館付近（南出来島町1丁目 - 藍場町2丁目間）で新町川から分流し、出来島と寺島の間を北東に流れていた。現在の高徳線に達すると、線路沿いの東から南東へ流路を変え徳島と寺島の境となった。現在の市中央公民館付近までは線路の南側を、それ以降の徳島駅・牟岐線では線路の北から北東側を流れていた（以上は鉄道敷設後の状況だが、時系列的には寺島川の一部を埋め立てて線路と駅が作られた）。言い換えると、徳島中央公園（徳島城跡）の南西縁を流れていた。
かちどき橋と富田橋梁の間（幸町3丁目 - 中洲町1丁目間）で再び新町川に合流していた。合流点近くでは、この2橋の間がほぼ川幅だった。
満潮時には新町川経由で海水が逆流し、汽水化した。
徳島城築城時には、瓢箪堀が分岐して現在の前川橋に通じる道路に沿って助任川まで通じ、出来島と徳島の境をなしていた。しかし江戸時代初期に助任川側・寺島川側双方で築堤され川から分離された。

## 歴史
江戸時代は徳島城から見て北部に流れている助任川とともに、天然の外濠となっていた。川岸には石垣と城壁が築かれていた。
川幅が広い可航河川だったので、江戸時代には徳島城への物資の搬入、徳島城廃城時には城内建築物の解体による建材の搬出、徳島駅開設以降は駅への貨物や燃料の搬入などに使われた。新町川への合流点には中洲港（富田港）があり、1922年には港湾に指定され徳島港となった（現在の徳島港は紀淡海峡海岸にある）。貯木場としても利用された。
明治から、段階的に埋め立てられた。1937年までには出島橋（のちの県道30号）から徳島駅までの区間が完全に埋め立てられ、流路が途切れた。1949年より、徳島駅の操車場の拡張のため徳島駅付近が埋め立てられた。牟岐線沿いはしばらく残っていたが、1959年ごろに埋め立てられた。平行して進んでいた国道192号の牟岐線アンダーパス化（1961年開通）の残土も埋立に使われた。

## 現状
徳島中央公園とJR敷地（徳島駅・牟岐線）の間の水路として、中間の一部が残っている。
公園側の川岸は徳島城築城時の石垣で、一部を除き石垣の上まで歩いて行けるが、そのための遊歩道などは整備されていない。6個の舌石が現存し、大半はヘドロの中に埋没しているが、剣先橋跡（現在、徳島駅前へ通じる歩道橋がある箇所）のものは容易に見られる。JR側の川岸の大半は埋立後の新しい石垣で、一部はセメントになっている。
徳島中央公園南端で地下にもぐり暗渠化している。その先は旧河道を横切って立体交差が掘られているが、立体交差をどう越えているかは不明（立体交差の下をくぐって反対側の立体交差ポンプ場で揚水されているか、立体交差を迂回していると思われる）。また堀川もすぐそばで暗渠化しており、地下で合流している可能性がある。その先は暗渠のまま、かつての新町川への合流点にある寺島排水機場で新町川に排水されている。
上流側では徳島運転所（徳島駅内）入口から蓋がけされた暗渠になって少し続いているが、その先は確認できない。かつての新町川からの分流点付近には小さな水門があり地下に通じているが、寺島川と地下で繋がっているかは不明である。

## 橋
上流から。現在の地名はおおよそである。
滝見橋（出来島橋・眺見橋・瀧見橋）
現 南出来島町1 - 藍場町2/寺島本町西2間（郷土文化会館の北）、ただし正確な位置は不明。眉山山麓の大滝山の白糸の滝が見えることからこう呼ばれた。徳島城築城時からあり、当初は長さ13間×幅2.5間（約24m×4.5m）だったが、埋め立てで川幅が狭まり1900年ごろには長さ4.5間（約8m）となり、1949年川が完全に埋め立てられ撤去、現在は国道192号の一部。
出島橋
現 徳島町城内 - 寺島本町西1/2。花畑踏切（県道30号と高徳線の踏切）の南にあった小橋。現在は県道30号の一部。
剣先橋（剣尖橋）
現 徳島町城内 - 寺島本町東1/幸町1。徳島公園と徳島駅前とを結ぶ。徳島公園開設にともない、1910年檜作りの歩行者専用橋が完成、1927年コンクリート橋に改築。現在は牟岐線（およびわずかに残る寺島川）を越える歩道橋「城の内橋」がある。当時は橋の西側では牟岐線を踏切が越えていたが、現在も警報機が稼動しており、列車通過時には警報が鳴る。
徳島橋（渭津橋・寺島橋）
徳島町城内 - 幸町1/2。江戸時代には長さ34間×幅3.5間（62m×6.2m）で、寺島から徳島城大手門へと通じる徳島城の入り口だった。明治後も昭和前半までは交通の要所だったが、1961年埋立により撤去。同年にやや北に牟岐線をアンダーパスする国道192号（幸町立体交差）が開通し、東西の交通路としての役目を受け継いだ。現在は牟岐線を越える歩道橋があり、徳島町側北側に欄干の一部が残る。
中洲橋（なかずばし）
中洲町1（合流点）。近代になってから架けられた。現在は川沿いの道路の一部。西には牟岐線の踏切があったが、現在はアンダーパスになっている。

## 旧河道上の主な施設
旧河道にはJRの施設や公共施設が建っている。
- 徳島駅の大半
- 徳島運転所
- 牟岐線の徳島駅 - 富田橋梁間
- 徳島市立文化センターの西部
- 徳島県青少年センターの西部
- 徳島市中央公民館の西部
- 徳島市社会福祉センターの西部
- 寺島公園
- 徳島県警察徳島東警察署